# Soldøgn
Et middelsoldøgn er per definition eksakt 24 timer 0 minutter 0 sekunder. I løbet af et år er middelsoldøgnet det gennemsnitlige døgn mellem to påfølgende gange solen kulminerer (står nøjagtig i syd; fx fra sommersolhverv til sommersolhverv). Ifølge koordineret universaltid er et sekund defineret til at være 9.192.631.770 periodetider af en bestemt stråling fra cæsium-133-atomer (Cs).
Et sandt soldøgn er den faktiske tiden mellem to påfølgende gange den virkelige sol kulminerer. Længden af dette sande soldøgn varierer lidt fra dag til dag og er næsten aldrig nøjagtig lig 24 timer.